# Bernicia
Bernicia (brytonisk Brynaich) var et angelsaksisk kongedømme i 6. og 7. århundrede, der blev etableret af anglere i det der i dag er det sydøstlige Skotland og North East England. Det blev senere slået sammen med Deira i kongedømmet Northumbria.
Kongeriget Bernicia dækkede omtrent det område, som de moderne engelske counties Northumberland, Tyne and Wear og Durham omfatter, samt de skotske counties Berwickshire og East Lothian, og gik således fra floden Forth til floden Tees. I begyndelsen af 600-tallet blev kongeriget slået sammen med sin sydlige nabo, Deira, og dannede kongeriget Northumbria, og dets grænser blev efterfølgende udvidet kraftigt.
Kongens sæde var i Bamburgh, nær øen Lindisfarne som blev bispesæde og havde et stort kloster.
Den første kendte konge er Ida af Bernicia, som skal have taget magten ca. år 547. Riget blev forenet med Deira omkring 604 af Aethelfrith, som herskede over det forenede Northumbria indtil han blev dræbt af Edwin, søn af Ælla af Deira, ca. 616. Edwin blev selv dræbt i slaget ved Hatfield Chase i 633, hvor Cadwallon ap Cadfan af Gwynedd og Penda af Mercia var sejrherrerne. Northumbria blev delt i to riger igen, og Bernicia blev en kort tid styret af Eanfrith. Efter et års tid opsøgte han Cadwallon for at forhandle om fred, men samtalerne var mislykkede og han blev dræbt.
Eanfriths bror Oswald samlede en hær og besejrede waliserne i slaget ved Heavenfield i 634; Cadwallon var blandt de faldne. Efter sejren forenede han Deira og Bernicia. Deira havde i perioder, frem til 679, fortsat egne konger, men det ser ud til at disse ikke havde reel magt.

## Konger
- Ida, søn af Eoppa (547–559)
- Glappa, muligvis Idas bror (559–560)
- Adda, søn af Ida (560–568)
- Æthelric, søn af Ida (568–572)
- Theodric, søn af Ida (572–579)
- Frithuwald, muligvis søn af Adda (579–585)
- Hussa, muligvis søn af Adda (585–593)
- Æthelfrith, søn af Æthelric (593–616)

Under Deiraske herredømme 616–633)
- Eanfrith af Bernicia, søn af Æthelfrith (633–634)

Under Oswald søn af Æthelfrith blev Bernicia forenet med Deira og dannede Northumbria fra 634 og frem til vikingerne invasion i 800-tallet.
60°N 0°Ø / 60°N 0°Ø